# Franz von Merveldt
Franz von Merveldt (* 14. Juli 1844 in Meidling; † 27. Jänner 1916 in Wien) war ein österreichischer Beamter und Politiker.

## Leben
Franz von Merveldt war eines von insgesamt drei Kindern, die aus der Ehe des Grafen Maximilian Merveldt (* 8. März 1797; † Mai 1849) mit Octavia geb. Gräfin Czernin von und zu Chudenitz (* 13. Dezember 1802; † 11. Mai 1879) hervorgingen.
Graf Merveldt begann seine Beamtenlaufbahn in Niederösterreich, wo er eine Zeit lang als Bezirkskommissär in St. Pölten wirkte. Dann folgte die Bestellung zum Bezirkshauptmann in Salzburg. 1883 wurde der Graf als Regierungsrat zur Landesregierung nach Klagenfurt berufen, wo er bis 1886 seinen Dienst versah. Im selben Jahr wurde er mit dem Titel eines Hofrates nach Salzburg und 1887 nach Graz versetzt. Es folgte die Ernennung zum Landespräsidenten (Landeschefs) von Schlesien. In dieser Eigenschaft wirkte er bis 1889, dann wurde er vom Kaiser zum Statthalter von Österreich ob der Enns zu Linz bestellt. Am 26. Juli 1890 wurde von diesem Posten als Statthalter von Tirol mit Vorarlberg nach Innsbruck berufen. Seine Amtsperiode in Tirol verlief ohne Besonderheiten. Ihm folgte der vormals im Ministerium des Inneren tätige Freiherr Erwin von Schwartzenau in das Amt.
Während seiner Amtszeit wurden ihm zahlreiche Beweise der kaiserlichen Anerkennung zuteil, besonders, als der Monarch im Herbst des Jahres 1893 Tirol bereiste. Mit der kaiserlichen Entschließung vom 7. Dezember 1901 wurde Graf Merveldt, der Träger des Großkreuzes des Franz-Joseph-Ordens und mehrerer ausländischer Orden war, „unter voller Anerkennung seiner dem Staate mit treuer Hingebung und Aufopferung geleisteten vorzüglichen Dienste“ in den zeitlichen Ruhestand versetzt.